# Synagoga Chłodna w Kalwarii
Synagoga Chłodna w Kalwarii, zwana Zimową (lit. Žieminė sinagoga) – żydowska bóżnica znajdująca się w Kalwarii, jedna z dwóch dużych synagog w mieście.
Powstała w II połowie XIX wieku w stylu eklektycznym jako jednopiętrowy murowany budynek otoczony żeliwnym ogrodzeniem. Na wysuniętym do przodu ryzalicie centralnym znajdowała się tablica z dziesięcioma przykazaniami. Okna na drugiej kondygnacji miały charakter ostrołuków. W ostatnich latach synagoga przeszła remont generalny. 